# إبراجيم تسالاجوف
إبراجيم تسالاجوف (بالروسية: Цаллагов, Ибрагим Юрьевич)‏ (12 ديسمبر 1990 بفلاديقوقاز في روسيا - ) هو لاعب كرة قدم روسي في مركز الدفاع. شارك مع منتخب روسيا تحت 21 سنة لكرة القدم. أما مع النوادي، فقد لعب مع نادي كريليا سوفيتوف سامارا.

## وصلات خارجية
- إبراجيم تسالاجوف على موقع الاتحاد الأوربي (الإنجليزية)
- إبراجيم تسالاجوف على موقع قاعدة بيانات كرة القدم.إي يو (الإنجليزية)
- إبراجيم تسالاجوف على موقع Soccerway.com (الإنجليزية)
- إبراجيم تسالاجوف على موقع عالم كرة القدم.نت (الإنجليزية)